# Collegio di Wyre and Preston North
Wyre and Preston North è stato un collegio elettorale situato nel Lancashire, nel Nord Ovest dell'Inghilterra, e rappresentato alla Camera dei comuni del Parlamento del Regno Unito. Eleggeva un membro del parlamento con il sistema first-past-the-post, ossia maggioritario a turno unico; il collegio è stato soppresso nel 2024, in occasione della revisione periodica.

## Estensione
Il collegio fu creato come sedicesimo seggio per la contea del Lancashire da parte della Boundary Commission for England, prima delle elezioni generali del 2010. Comprendeva Fulwood e le aree rurali di Preston e diverse piccole città e villaggi di Wyre.
Il collegio di Wyre and Preston North includeva le città di Wyre di Thornton, Poulton-Le-Fylde, Garstang, St Michael's On Wyre e Catterall. In Preston comprendeva l'area suburbana di Fulwood e le parrocchie rurali di Woodplumpton, Barton, Broughton, Goosnargh e Grimsargh. I ward elettorali utilizzati per creare il collegio erano:
- da Preston: Cadley, College, Garrison, Greyfriars, Preston Rural East, Preston Rural North, Sharoe Green
- da Wyre: Breck, Brock, Cabus, Calder, Carleton, Catterall, Garstang, Great Eccleston, Hambleton and Stalmine-with-Staynall, Hardhorn, High Cross, Norcross, Staina, Tithebarn.

Il collegio è stato abolito in occasione della revisione periodica del 2024, e la sua area è stata divisa in diversi altri collegi:
- Garstang e le aree rurali circostanti sono state assegnate al Lancaster and Fleetwood (che ha cambiato nome in Lancaster and Wyre)
- parti della comunità di Thornton sono state attribuite al collegio di Blackpool North and Cleveleys (che ha cambiato nome in Blackpool North and Fleetwood)
- Poulton-le-Fylde è stato spostato nel collegio di Fylde
- le aree rurali a nord di Preston e le aree centrali di Fulwood sono state attribuite al collegio di Ribble Valley
- le aree circostanti Fulwood sono rientrate nel collegio di Preston.

## Membri del parlamento
| Elezione | Elezione | Deputato         | Partito          |
| -------- | -------- | ---------------- | ---------------- |
|          | 2010     | Ben Wallace      | Conservatore     |
|          | 2024     | Collegio abolito | Collegio abolito |

## Elezioni

### Elezioni negli anni 2010
| Partito                    | Partito                                   | Candidato                  | Risultati 12 dicembre 2019 | Risultati 12 dicembre 2019 |
| Partito                    | Partito                                   | Candidato                  | Voti                       | %                          |
| -------------------------- | ----------------------------------------- | -------------------------- | -------------------------- | -------------------------- |
|                            | Conservatore                              | Ben Wallace                | 31 589                     | 59,69                      |
|                            | Laburista                                 | Joanne Ainscough           | 14 808                     | 27,98                      |
|                            | Lib Dem                                   | John Potter                | 4 463                      | 8,43                       |
|                            | Verdi                                     | Ruth Norbury               | 1 729                      | 3,27                       |
|                            | Indipendente                              | David Ragozzino            | 335                        | 0,63                       |
|                            |                                           |                            |                            |                            |
| Iscritti                   | Iscritti                                  | Iscritti                   | 75 168                     | 100,00                     |
| ↳ Votanti (% su iscritti)  | ↳ Votanti (% su iscritti)                 | ↳ Votanti (% su iscritti)  | 52 924                     | 70,41                      |
| ↳ Astenuti (% su iscritti) | ↳ Astenuti (% su iscritti)                | ↳ Astenuti (% su iscritti) | 22 244                     | 29,59                      |
|                            |                                           |                            |                            |                            |
|                            | Esito: collegio confermato a Conservatore |                            |                            |                            |

| Partito                    | Partito                                   | Candidato                  | Risultati 8 giugno 2017 | Risultati 8 giugno 2017 |
| Partito                    | Partito                                   | Candidato                  | Voti                    | %                       |
| -------------------------- | ----------------------------------------- | -------------------------- | ----------------------- | ----------------------- |
|                            | Conservatore                              | Ben Wallace                | 30 684                  | 58,28                   |
|                            | Laburista                                 | Michelle Heaton-Bentley    | 18 438                  | 35,02                   |
|                            | Lib Dem                                   | John Potter                | 2 551                   | 4,85                    |
|                            | Verdi                                     | Ruth Norbury               | 973                     | 1,85                    |
|                            |                                           |                            |                         |                         |
| Iscritti                   | Iscritti                                  | Iscritti                   | 72 315                  | 100,00                  |
| ↳ Votanti (% su iscritti)  | ↳ Votanti (% su iscritti)                 | ↳ Votanti (% su iscritti)  | 52 646                  | 72,80                   |
| ↳ Astenuti (% su iscritti) | ↳ Astenuti (% su iscritti)                | ↳ Astenuti (% su iscritti) | 19 669                  | 27,20                   |
|                            |                                           |                            |                         |                         |
|                            | Esito: collegio confermato a Conservatore |                            |                         |                         |

| Partito                    | Partito                                   | Candidato                  | Risultati 7 maggio 2015 | Risultati 7 maggio 2015 |
| Partito                    | Partito                                   | Candidato                  | Voti                    | %                       |
| -------------------------- | ----------------------------------------- | -------------------------- | ----------------------- | ----------------------- |
|                            | Conservatore                              | Ben Wallace                | 26 528                  | 53,17                   |
|                            | Laburista                                 | Ben Whittingham            | 12 377                  | 24,81                   |
|                            | UKIP                                      | Kate Walsh                 | 6 577                   | 13,18                   |
|                            | Lib Dem                                   | John Potter                | 2 712                   | 5,44                    |
|                            | Verdi                                     | Anne Power                 | 1 699                   | 3,41                    |
|                            |                                           |                            |                         |                         |
| Iscritti                   | Iscritti                                  | Iscritti                   | 70 669                  | 100,00                  |
| ↳ Votanti (% su iscritti)  | ↳ Votanti (% su iscritti)                 | ↳ Votanti (% su iscritti)  | 49 893                  | 70,60                   |
| ↳ Astenuti (% su iscritti) | ↳ Astenuti (% su iscritti)                | ↳ Astenuti (% su iscritti) | 20 776                  | 29,40                   |
|                            |                                           |                            |                         |                         |
|                            | Esito: collegio confermato a Conservatore |                            |                         |                         |

| Partito                    | Partito                                  | Candidato                  | Risultati 6 maggio 2010 | Risultati 6 maggio 2010 |
| Partito                    | Partito                                  | Candidato                  | Voti                    | %                       |
| -------------------------- | ---------------------------------------- | -------------------------- | ----------------------- | ----------------------- |
|                            | Conservatore                             | Ben Wallace                | 26 877                  | 52,38                   |
|                            | Lib Dem                                  | Danny Gallagher            | 11 033                  | 21,50                   |
|                            | Laburista                                | Cat Smith                  | 10 932                  | 21,31                   |
|                            | UKIP                                     | Nigel Cecil                | 2 466                   | 4,81                    |
|                            |                                          |                            |                         |                         |
| Iscritti                   | Iscritti                                 | Iscritti                   | 71 162                  | 100,00                  |
| ↳ Votanti (% su iscritti)  | ↳ Votanti (% su iscritti)                | ↳ Votanti (% su iscritti)  | 51 308                  | 72,10                   |
| ↳ Astenuti (% su iscritti) | ↳ Astenuti (% su iscritti)               | ↳ Astenuti (% su iscritti) | 19 854                  | 27,90                   |
|                            |                                          |                            |                         |                         |
|                            | Esito: Conservatore ottiene nuovo seggio |                            |                         |                         |

## Risultati dei referendum

### Referendum sulla permanenza del Regno Unito nell'Unione europea del 2016
|             | Collegio               | Lasciare UE % | Rimanere in UE % |
| ----------- | ---------------------- | ------------- | ---------------- |
|             | Wyre and Preston North | 54,0%         | 46,0%            |
| Inghilterra | 53,3%                  | 46,7%         |                  |
| Regno Unito | 51,9%                  | 48,1%         |                  |